# Hattie Stewart
Hattie Stewart, född 1988 i Colchester, Storbritannien, är illustratör och konstnär. Hon avlade examen vid Kingston University 2010, och är numera bosatt och verksam i London.  Stewart har bland annat samarbetat med musikern Kylie Minogue och företag som MAC Cosmetics, för vilket hon senare vann en Young Guns-utmärkelse.

## Utställningar i urval
- I Don't Have Time for This, 2018, på NOW Gallery i London, Storbritannien.[4]
- Adversary, 2015, på House of Illustration, London, Storbritannien.[5]